# Tipula (Lunatipula) palifera
Tipula (Lunatipula) palifera is een tweevleugelige uit de familie langpootmuggen (Tipulidae). De soort komt voor in het Palearctisch gebied.